# Lena Larsson
För andra betydelser, se Lena Larsson (olika betydelser).
Lena Christina Larsson, född Rabenius 31 juli 1919 i Tranås, Småland, död 4 april 2000 i Stockholm, var en svensk inredningsarkitekt, känd som företrädare för en för sin tid okonventionellt vardagsvänlig familjemiljö och för det på 1960-talet moderna slit-och-släng-idealet.

## Biografi

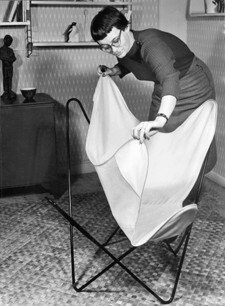
Lena Larsson monterar en fladdermusfåtölj på NK-bo 1950.

Larsson utbildade sig till möbelsnickare på Carl Malmstens verkstadsskola. Därefter var hon en tid hos inredningsarkitekten och möbelformgivaren Elias Svedberg där hon formgav möbler. I början av 1940-talet fick hon i uppdrag av Svenska Slöjdföreningen (numera Svensk Form) och Svenska Arkitekters Riksförbund (SAR) att göra en bostadsvaneundersökning. Hon intervjuade hemmafruar om hur de använde sina hem under tidigt fyrtiotal. Resultatet av undersökningen skulle användas som underlag för bostadsbyggandet efter andra världskriget. 
På Helsingborgsmässan H55 skapade hon tillsammans med arkitekterna Anders William-Olsson och Mårten Larsson enfamiljshuset Skal och kärna. Under åren 1956 till 1960 var hon redaktör för heminredningstidskriften Allt i Hemmet. Som konstnärlig ledare för NK-bo 1947–1956 kunde hon använda sina kunskaper till att fundera ut fiffiga heminredningslösningar. NK-bo och NK-bo Nu var en specialbutik inom NK under åren 1947–1956 och 1961–1965 för prisbilliga och experimentella möbler för hela familjen. På NK-bo kom hon tillsammans med Svedberg att utveckla Triva-möblerna. Ett forum för unga formgivare där nya idéer och produkter kunde testas. Här öppnade hon vägen för både etablerade och nya formgivare och möbelskapare, bland dem Stig Lindberg, Bertil Vallien, Yngve Ekström, Hans Ehrlin och Stefan Grip.
Hon ville att vi skulle använda lätta och funktionella möbler istället för tunga och pompösa. Hon var en varm förespråkare för ett barnvänligare boende. Som en konsekvens av sina tankar blev hon under 1960-talet en av de hängivnaste anhängarna av det så omdebatterade slit-och-släng-idealet. Det skulle vara enkelt och lättskött och kastas efter användandet. Dessa idéer omsattes gärna av 1950- och 1960-talets unga människor. Men energikriser och miljöhot fick allmänheten på andra tankar.
Bland de möbler hon ritade märks serien Grandessa för Nässjö stolfabrik. 

### Familj
Lena Larsson var gift sedan 1940 med Mårten Larsson, och de fick fyra barn, däribland Kristina Torsson. Hon tillhörde den adliga ätten Rabenius. Hon var själv inte adlig, då endast huvudmannen för denna ätt är adlig. Familjen Larsson bodde i Radhusområdet i kvarteret Tegen större och mindre på Åkervägen 13 i Hersby på Lidingö. Lena Larsson är begravd på Lidingö kyrkogård.

### Lena Larssons böcker
- Lena Larsson (1991). Varje människa är ett skåp. Höganäs: Bra böcker. ISBN 978-91-7160-990-8
- Larsson, Lena (1957). Bo i dag. Tidens bokklubb. Stockholm: Tiden. Libris 1628949
- Lena Larsson i Libris

### Övrig litteratur
- Hedvig Hedqvist (2007). Svensk form internationell design. Stockholm: Bokförlaget DN. ISBN 9789175887586
- Johan Åström (nummer 8, 2007). ”Lena Larsson - slitstark livsstilspionjär”. Pensionären. http://pensionaren.pro.se/default.asp?a=2&lngItemID=3992.